# الدارة (السويداء)
الدارة هي قرية سورية تقع في ناحية مركز السويداء من منطقة السويداء في محافظة السويداء. وفقاً لمكتب المركزي للإحصاء، بلغ عدد سكان قرية الدارة 1,243 نسمة في تعداد عام 2004.